# Abdul Vahid
Abdul Vahid (Rajpur, 1936. november 30. – Lahor, 2022. február 21.) olimpiai bajnok pakisztáni gyeplabdázó.

## Pályafutása
A pakisztáni válogatott tagjaként olimpiai bajnok lett az 1960-as római olimpián. Az 1962-es jakartai Ázsia-játékokon arany-, az 1966-os bangkokin ezüstérmet szerzett a csapattal.

## Sikerei, díjai
- Olimpiai játékok
  - aranyérmes: 1960, Róma
- Ázsia-játékok
  - aranyérmes: 1962, Jakarta
  - ezüstérmes: 1966, Bangkok